# Mozilla Sunbird
Mozilla Sunbird byla svobodná multiplatformní kalendářová aplikace založená na rozhraní XUL, která se vyvíjela jako projekt Mozilla.org. Aplikace byla oznámena v roce červenci 2003 jako samostatná aplikace vycházející z již nyní zrušeného rozšíření Mozilla Calendar. Ten nahradilo rozšíření Lightning, a až do ukončení vývoje samostatné aplikace Mozilla Sunbird byl Lightning vyvíjen paralelně a většina kódu byla mezi nimi sdílena. V tuto chvíli zůstal Lightning jediným projektem svého druhu v rámci Mozilly.

## Přehled verzí
| Verze | Datum vydání    |
| ----- | --------------- |
| 0.2   | 4. únor 2005    |
| 0.3   | 11. říjen 2006  |
| 0.3.1 | 19. února 2007  |
| 0.5   | 27. června 2007 |
| 0.7   | 25. října 2007  |
| 0.8   | 4. dubna 2008   |